# Brätlings-Täubling
Der Brätlings-Täubling (Russula amoenicolor) ist ein Pilz aus der Familie der Täublingsverwandten. Dieser farbenfrohe Täubling aus der Untersektion Amoeninae zeichnet sich durch seinen samtig rötlich bis violetten Stiel aus.

## Merkmale

### Makroskopische Merkmale
Der Brätlings-Täubling ähnelt dem Samt-Täubling, ist aber größer, robuster und bunter. Der Hut ist 8–13 cm breit und purpurn bis violett-braun gefärbt. Die Farben sind oft zerfasert rötlich oder olivgrünlich, weinrötlich bis violett gezont. Junge Exemplare können manchmal auch völlig braun-violett sein. Später können sie mehr oder weniger blass grünlich ausbleichen oder sie werden grau-lila bis rosa bräunlich.
Die Lamellen sind cremeocker und haben einen lachsfarbenen Schimmer. Oft sind sie zum Hutrand hin rötlich überlaufen. Das Sporenpulver ist hell creme- bis satt cremefarben.
Der Stiel ist feinsamtig, blass und stellenweise karmin-rosa bis zart lila überlaufen. Das Fleisch ist weiß und hat oft einen schwachen Hauch der Hutfarbe. Die Phenolreaktion auf der Huthaut ist schwächer als beim Samttäubling oder mehr rotbraun. Der Täubling riecht ebenso wie der Samttäubling deutlich nach Krabben.

### Mikroskopische Merkmale
Die Sporen sind 8(8,5) µm lang und 7–8 µm breit. Sie sind teils kräftig, teils fein gratig bis teilweise netzig ornamentiert und manchmal fast geflügelt. Die Grate und Warzen sind bis zu 1–1,5 µm hoch. Die Cheilozystiden sind ähnlich wie beim Samttäubling. Die Pleurozystiden haben einen stark erweiterten Bauchteil. Sie sind 12–18(22) µm breit und zerstreut eingelagert. Die Epikutishyphen haben kurze bis 10 µm breite, aneinandergereihte Basalabschnitte und lanzettförmig zugespitzte Endglieder.
Die Zystiden werden bis zu 120(150) µm lang und 10–18 µm breit. Sie sind spindelförmig, die Sulfo-Benzaldehydreaktion ist negativ. Die Cheilozystiden sind pfriemförmig und kürzer. Die Huthaut enthält ein mehr oder weniger auffälliges granuläres und extrazelluläres Pigment.

## Ökologie
Der Brätlings-Täubling ist wie alle Täublinge ein Mykorrhizabildner, der mit verschiedenen Laubbäumen und möglicherweise auch mit Kiefern eine Symbiose eingehen kann. Als Wirte kommen Flaum- und Traubeneichen, Feldahorn und Hainbuchen in Frage.
Man findet den Täubling in wärmeliebenden Eichenmischwäldern, vor allem in Flaumeichen- und Eichen-Steppenwäldern. Zumindest in Südeuropa wird er oft auch in Kiefernwäldern gefunden.

## Verbreitung

Europäische Länder mit Fundnachweisen des Brätlings-Täublings.
Legende:
Länder mit Fundmeldungen
Länder ohne Nachweise
keine Daten
außereuropäische Länder

Der Brätlings-Täubling ist eine mediterran-subatlantisch verbreitete Art. Man findet ihn vor allem im westlichen und südlichen Europa, aber auch in Ungarn und in Nordafrika (Marokko). Aus Großbritannien gibt es vereinzelte Nachweise aus England. In den Beneluxstaaten ist der Täubling wohl noch seltener als in Deutschland. In den Niederlanden wurde er seit 1990 nicht mehr wiedergefunden. In Nord- und Nordosteuropa scheint der Brätlings-Täubling zu fehlen, lediglich aus Dänemark gibt es Fundmeldungen.

## Systematik

### Infragenerische Systematik
Der Brätlings-Täubling wird in die Untersektion Amoeninae innerhalb der Sektion Heterophyllae eingeordnet. Die Vertreter dieser Untersektion haben mehr oder weniger rot bis violett überlaufene Stiele. Auch der Hut kann rot bis violett gefärbt sein. Die Huthaut ist zumindest jung mehr oder weniger samtartig. Der Geschmack ist mild. Die Täublinge riechen nach gekochten Krabben und im Alter nach Hering.

### Unterarten und Varietäten
Folgende Formen und Varietäten wurden beschrieben.
| Varietät                                  | Autor                       | Beschreibung |
| ----------------------------------------- | --------------------------- | --- |
| Russula amoenicolor f. nigrosanguinea     | Romagn.                     | Der Hut ist fast einheitlich schwärzlich-blutrot und entfärbt später leicht, schließlich hat er einen rötlichen Ton, ist cremefarben oder hat einen olivfarbenen Schimmer. Der Hut ist bis zu 10 cm breit und ist schnell niedergedrückt. Die Lamellen haben einen rötlichen Rand. Der Stiel ist rosarot bis lebhaft purpurrot, außer an der Basis, die gelblich bleibt. Das Fleisch ist unter der Huthaut purpurn verfärbt, manchmal ist es auch mehr oder weniger grünlich weiß. Der Geruch ist wie beim Typ oder schwächer. Die Phenolreaktion ist schwächer rötlich. Die elliptischen Sporen sind bis zu 8,5 µm lang und 7 µm breit und leicht weniger ornamentiert. Die Zystiden und die Huthaut sind wie beim Typ. Die Form findet sich unter verschiedenen Laubbäumen. |
| Russula amoenicolor fo. olivacea          | (Maire.) Romagn. ex Bon     | Die Varietät hat einen völlig grünen Hut und einen weißen Stiel. Es gibt auch eine völlig grüne Form von Russula amoena (= fo. viridis Bon). Beide Formen sind ohne Mikroskop kaum zu unterscheiden. |
| Russula amoenicolor var. stenocystidiata  | Sarnari (1993)              | Wird von einigen Autoren auch als eigenständige Art (Russula stenocystidiata (Sarnari) Donelli (2010)) angesehen. Fast wie die Typart, aber der Hut ist rosa-rötlich gefärbt und ohne grüne oder braune Farbtöne. Außerdem unterscheidet er sich durch die schmaleren, 8–10 µm breiten Zystiden und die haarartigen Hyphenenden in der Huthaut, die wie beim Violettstieligen Täubling (Russula violeipes) aus kugeligen und kettenartig aneinandergereihten Zellen bestehen, die 16–20 (24) µm breit sind. Man findet die Varietät in thermophilen Eichenwäldern. Der Holotypus wurde von M. Sarnari unter einer Korkeiche bei Tuscania (Italien) gesammelt. |
| Russula amoenicolor var. ramgarhensis     | K. Das, J.R. Sharma & Bhatt | Der Hut ist 7–8 cm breit, flachkonvex bis niedergedrückt und purpurfarben. Die Lamellen sind breit angewachsen bis angeheftet und gelblich gefärbt. Der Stiel ist 4,5–5 cm lang und etwa 2 cm breit. Er ist zylindrisch und purpurrötlich überlaufen. Das Sporenpulver ist gelb. Die fast kugeligen bis breit elliptischen Sporen sind 6,8–7,7 µm lang und 5,9–7,3 µm breit. Die Pleurozystiden messen 100–160 × 11–16 µm. Sie sind fast spindelförmig bis bauchig. Pileozystiden fehlen. Die Varietät stammt aus dem indischen Himalayagebiet. |
| Russula amoenicolor var. fenoloviolascens | Donelli                     | Die Varietät unterscheidet sich von Typ dadurch, dass das Fleisch mit Phenol wie beim Rotstieligen Leder-Täubling purpurviolett reagiert und die Hutfarben weniger reizvoll sind. Die Täublinge kommen in Laubwäldern vor allem unter Eichen vor. |

## Bedeutung
Als milder Täubling sollte der Brätlings-Täubling essbar sein, doch M. Bon bezeichnet ihn als ungenießbar. Andere Autoren sehen das anders und stufen ihn gar als guten Speisepilz ein, auch auf der Speisepilz-Liste der französischen Gesellschaft für Mykologie wird er mit allen seinen Varietäten als essbar eingestuft. Deutsche Pilzsammler müssen sich darüber keine großen Gedanken machen, da der Pilz so selten ist, dass er kaum den Weg ins Sammelkörbchen findet. Wer ihn außerhalb Deutschlands sammelt, sollte den Pilz vorher abkochen, nicht jeder scheint den Pilz gut zu vertragen. Ältere Exemplare haben einen deutlichen Heringsgeruch, den nicht jeder Pilzesser zu schätzen weiß.